# Théorème du quart de Koebe
En analyse complexe, le théorème du quart de Koebe s'énonce comme suit :
Théorème — L'image d'une fonction analytique injective {\displaystyle f:\mathbf {D} \to \mathbb {C} } du disque de l'unité {\displaystyle \mathbf {D} } sur un sous-ensemble du plan complexe contient le disque dont le centre est {\displaystyle f(0)} et dont le rayon est {\displaystyle |f'(0)|/4}.
Le théorème porte le nom de Paul Koebe, qui a conjecturé le résultat en 1907. Le théorème a été prouvé par Ludwig Bieberbach en 1916. L'exemple de la fonction de Koebe montre que la constante {\displaystyle 1/4} est optimale.

## Théorème de l'aire de Grönwall
Soit la fonction
{\displaystyle g(z)=z+b_{1}z^{-1}+b_{2}z^{-2}+\cdots }
que l'on suppose univalente dans {\displaystyle |z|>1}. Alors
{\displaystyle \sum _{n=1}^{\infty }n|b_{n}|^{2}\leq 1.}
En effet, si {\displaystyle r>1}, le complément de l'image du disque {\displaystyle |z|>r} est un domaine borné {\displaystyle X(r)}. Son aire est donnée par
{\displaystyle \int _{X(r)}dx\,dy={1 \over 2\mathrm {i} }\int _{\partial X(r)}{\overline {z}}\,dz={1 \over 2\mathrm {i} }\int _{|z|=r}{\overline {g}}\,dg=\pi r^{2}-\pi \sum _{n=1}^{\infty }n|b_{n}|^{2}r^{-2n}.}
Puisque l'aire est positive, le résultat s'ensuit en faisant tendre {\displaystyle r} vers {\displaystyle 1}. La preuve ci-dessus montre que l'égalité est vraie si et seulement si le complément de l'image de {\displaystyle g} a une aire nulle, c'est-à-dire de mesure nulle.
Ce résultat a été prouvé en 1914 par le mathématicien suédois Thomas Hakon Grönwall.

## Fonction de Koebe
La fonction de Koebe est définie par
{\displaystyle f(z)={\frac {z}{(1-z)^{2}}}=\sum _{n=1}^{\infty }nz^{n}}
L'application du théorème à cette fonction montre que la constante {\displaystyle 1/4} dans le théorème ne peut pas être augmentée, car le domaine image {\displaystyle f(\mathbf {D} )} ne contient pas le point {\displaystyle z=-1/4} et ne peut donc contenir aucun disque centré sur {\displaystyle 0} avec un rayon supérieur à {\displaystyle 1/4}.
La fonction de Koebe d'angle {\displaystyle \alpha } est
{\displaystyle f_{\alpha }(z)={\frac {z}{(1-\alpha z)^{2}}}=\sum _{n=1}^{\infty }n\alpha ^{n-1}z^{n}}
avec {\displaystyle \alpha } un nombre complexe de module égal à {\displaystyle 1}. La fonction de Koebe et ses rotations sont schlicht : c'est-à-dire univalentes et satisfaisant {\displaystyle f(0)=0} et {\displaystyle f'(0)=1}.

## Inégalité du coefficient de Bieberbach pour les fonctions univalentes
Soit
{\displaystyle g(z)=z+a_{2}z^{2}+a_{3}z^{3}+\cdots }
univalente dans {\displaystyle |z|<1}. Alors
{\displaystyle |a_{2}|\leq 2}
en appliquant le théorème de l'aire de Grönwall à la fonction univalente impaire
{\displaystyle g(z^{-2})^{-1/2}=z-{1 \over 2}a_{2}z^{-1}+\cdots .}
avec égalité si et seulement si {\displaystyle g} est une fonction de Koebe d'angle donnée.
Ce résultat a été prouvé par Ludwig Bieberbach en 1916 et a servi de base à sa célèbre conjecture selon laquelle {\displaystyle |a_{n}|\leq n}, prouvé en 1985 par Louis de Branges.

## Preuve du théorème du quart
En composant par une application affine, on peut supposer
{\displaystyle f(0)=0,\,\,\,f^{\prime }(0)=1,}
de sorte que
{\displaystyle f(z)=z+a_{2}z^{2}+\cdots .}
Si {\displaystyle w} n'est pas dans {\displaystyle f(\mathbf {D} )}, alors
{\displaystyle h(z)={wf(z) \over w-f(z)}=z+(a_{2}+w^{-1})z^{2}+\cdots }
est univalente dans {\displaystyle |z|<1}.
{\displaystyle |w|^{-1}\leq |a_{2}|+|a_{2}+w^{-1}|\leq 4,}
et donc
{\displaystyle |w|\geq {1 \over 4}.}

## Théorème de distorsion de Koebe
Le théorème de distorsion de Koebe donne une série de bornes pour une fonction univalente et sa dérivée. C'est une conséquence directe de l'inégalité de Bieberbach pour le second coefficient et du théorème du quart de Koebe.
Soit {\displaystyle f(z)}  une fonction univalente sur {\displaystyle |z|<1} normalisée de sorte que {\displaystyle f(0)=0} et {\displaystyle f'(0)=1} et {\displaystyle r=|z|}. Alors
{\displaystyle {r \over (1+r)^{2}}\leq |f(z)|\leq {r \over (1-r)^{2}}}
{\displaystyle {1-r \over (1+r)^{3}}\leq |f^{\prime }(z)|\leq {1+r \over (1-r)^{3}}}
{\displaystyle {1-r \over 1+r}\leq \left|z{f^{\prime }(z) \over f(z)}\right|\leq {1+r \over 1-r}}
avec égalité si et seulement si {\displaystyle f} est une fonction de Koebe
{\displaystyle f(z)={z \over (1-\mathrm {e} ^{\mathrm {i} \theta }z)^{2}}.}